# Louis Grote zu Schauen
Georg Louis Grote, Freiherr zu Schauen (* 11. Februar 1798 in Hoya; † 2. August 1881 in Hamburg-Neuhof) war ein königlich-hannoverscher Generalleutnant.

## Leben
Louis, auch Ludwig Grote zu Schauen, war der Sohn des hannoverschen Geheimen Legationsrates und Oberst Georg Ernst Karl Grote VIII, Reichsfreiherr zu Schauen (1764–1850), und seiner Ehefrau Luise, geborene von Oeynhausen (1771–1828). Grote nahm schon als jugendlicher Freiwilliger an den Befreiungskriegen teil. Er studierte 1814/1815 Rechtswissenschaften an der Universität Göttingen und wurde dort Mitglied des Corps Hannovera. Dann war er 1815 erneut Kriegsfreiwilliger und Teilnehmer der Schlacht von Waterloo. Grote trat dann wie sein Vater in die hannoversche Armee ein und war als Oberst Kommandeur der 3. Infanteriebrigade, zuletzt im Range eines Generalleutnants Kommandeur der 1. Infanteriedivision des Königreichs Hannover. Er war langjähriger Senior der Familie Grote.

## Auszeichnungen
- Waterloo-Medaille (Hannover)
- Kriegsdenkmünze 1813
- Wilhelms-Kreuz (Hannover)
- Guelphenorden (1845 Vierte Klasse, 1847 Ritter, 1861 Commandeur 2. Klasse)
- Schaumburg-Lippesche Militair-Verdienstmedaille, 1859/1860
- Ernst-August-Kreuz 1863